# 남방찰과
남방찰과(南方檫科, 학명: Atherospermataceae 아테로스페르마타케아이[*])는 녹나무목의 과이다. "남방찰"은 "남쪽의 사사프라스(찰나무)"라는 뜻으로, 잎이 넓은 상록수와 관목으로 이루어진 과이다. 7개 속에 21종을 포함하고 있다. 이 남방찰과 식물은 남반구가 원산지이며, 3종이 칠레·아르헨티나에, 15종이 오스트레일리아에, 2종이 뉴기니섬에, 1종이 누벨칼레도니에 원산지를 두고 있다.

## 하위 분류
- 남방찰속(Atherosperma Labill.)
- Daphnandra Benth.
- Doryphora Endl.
- Dryadodaphne S.Moore
- Laurelia Juss.
- Laureliopsis Schodde
- Nemuaron Baill.

## 계통 분류
2016년 APG IV 분류 체계에서는 남방찰과를 목련군 녹나무목 아래에 분류하며, 이는 2009년 APG III 분류 체계, 2003년 APG II 분류 체계 및 1998년 APG 분류 체계의 분류와 동일하다.